# Distretto di Werdenberg
Il distretto di Werdenberg è un distretto del Canton San Gallo, in Svizzera. Confina con i distretti di Rheintal a nord, di Sarganserland a sud e del Toggenburgo a ovest, con il Liechtenstein a est e con il Canton Appenzello Interno a nord-ovest. Il capoluogo è Buchs.

## Comuni
Amministrativamente è diviso in 6 comuni:
- Buchs
- Gams
- Grabs
- Sennwald
- Sevelen
- Wartau